# Sexe a Nova York: La pel·lícula
Sexe a Nova York: La pel·lícula (en anglès Sex and the City, The Movie) és una pel·lícula estatunidenca dirigida per Michael Patrick King, estrenada el 2008. Es tracta de l'adaptació sobre gran pantalla de la sèrie de televisió Sexe a Nova York.
La història es desenvolupa quatre anys després dels esdeveniments de la fi de la sèrie.
La pel·lícula ha estat doblada al català per al DVD.

## Argument
Carrie, una escriptora de Nova York sobre sexe i amor, es casa finalment amb Mr. Big. Però les seves tres millors amigues, Samantha (Kim Cattrall), Charlotte (Kristin Davis) i Miranda (Cynthia Nixon) continuen vivint al límit compaginant feina i intenses relacions, mentre descobreixen els secrets de la maternitat, el matrimoni i els luxes de Manhattan. Miranda és la sarcàstica, sempre una mica enfadada, Charlotte és la dolça, una mica fatxenda i la més tradicional de totes. Samantha és la més sexy i ambiciosa, caracteritzada per ser la més sexualment activa de totes. La protagonista principal, Carrie, una dona difícil de definir, amb un inigualable estil de vestir, una gran passió per les sabates i marcada per una intensa vida sexual i amorosa que inspira les seves columnes de sexe.

## Repartiment
- Sarah Jessica Parker: Carrie Bradshaw
- Kim Cattrall: Samantha Jones
- Cynthia Nixon: Miranda Hobbes
- Kristin Davis: Charlotte York
- Jennifer Hudson: Louise
- Chris Noth: Mr. Big
- Jason Lewis: Smith Jerrod
- David Eigenberg: Steve Brady
- Evan Handler: Harry Goldenblatt
- Willie Garson: Stanford Blatch
- Lynn Cohen: Magda
- Mario Cantone: Anthony Marentino
- Bridget Regan: l'hostessa
- Julie Halston: Bitsy von Muffling
- Polina Frantsena: Carrie, nen
- Alexandra Fong	: Lily York Goldenblatt
- André Leon Talley: ell mateix
- Michael Bloomberg: ell mateix
- Gilles Marini: Dante

## Al voltant de la pel·lícula
- Surt un tall de Meet Me in St. Louis el musical de Vincente Minnelli, estrenat el 1944.